# Gabriel Fernández (Fußballspieler, 1994)
Gabriel Fernández, vollständiger Name Gabriel Matías Fernández Leites, (* 13. Mai 1994 in Montevideo) ist ein uruguayischer Fußballspieler.

## Karriere
Der 1,86 Meter große Offensivakteur Fernández stand mindestens seit 2012 in Reihen des uruguayischen Erstligisten Defensor. Dort wurde er im Jahr 2012 dreimal in der Copa Libertadores Sub-20 eingesetzt (ein Tor), bei der sein Verein das Finale erreichte. Er wechselte im Jahr 2013 auf Leihbasis zum Ligakonkurrenten Cerro Largo FC. Für den ost-uruguayischen Verein sind zwölf Einsätze in der Primera División verzeichnet, bei denen Fernández zwei Tore erzielte. Zur Spielzeit 2013/14 kehrte er zu Defensor zurück und absolvierte bei den Montevideanern vier Partien (kein Tor) in der Primera División. Zur Apertura 2014 schloss er sich im Rahmen einer weiteren Ausleihe dem Stadt- und Ligakonkurrenten Racing an. In der Spielzeit 2014/15 kam er dort 14-mal (fünf Tore) in der höchsten uruguayischen Spielklasse zum Einsatz. Während der Saison 2015/16 wurde er in 16 weiteren Erstligaspielen (kein Tor) eingesetzt. Mit acht erzielten Treffern bei 15 Ligaeinsätzen war die Saison 2016 sodann seine bislang persönlich erfolgreichste.
Im Januar 2018 folgte dann der Wechsel zum Ligarivalen Club Atlético Peñarol, bevor Fernández genau ein Jahr später, im Januar 2019, nach Europa in die spanische Primera División zu Celta Vigo wechselte, allerdings wurde er dann umgehend für ein halbes Jahr an Peñarol verliehen. Danach ging Fernández nach Vigo, der Hauptstadt Galiciens, konnte sich allerdings nicht durchsetzen. So kam er auf 20 Partien (1 Tor), stand allerdings in lediglich 5-mal in der Startelf. In dieser Saison spielte Celta Vigo gegen den Abstieg und schaffte mit dem 17. Platz den Klassenerhalt. Für die nächste Saison wurde der Uruguayer an Real Saragossa verliehen. Dort absolvierte er 30 Spiele, konnte in diesen aber kein Tor erzielen. Im Anschluss erfolgte eine weitere Leihe, dieses Mal nach Mexiko zum FC Juárez.